# Nadleśnictwo Jastrowie
Nadleśnictwo Jastrowie – nadleśnictwo z siedzibą w Jastrowiu, w województwie wielkopolskim. Podlega Regionalnej Dyrekcji Lasów Państwowych w Pile. Nadleśnictwo zostało utworzone w lutym 1953 roku z dawnych lasów miejskich oraz części nadleśnictw Płytnica i Trzebieszki.

## Obszar
Nadleśnictwo jest położone prawie w całości na terenie województwa wielkopolskiego, jedynie 14 ha znajduje się w województwie zachodniopomorskim w powiecie wałeckim.
W jego skład wchodzi 11 leśnictw: Jeziora, Wądołek, Brzeźnica, Zacisze, Sypniewo, Hajda, Budy, Drzewiec, Ptusza, Prądy, Szwecja.
Teren, na którym znajduje się Nadleśnictwo Jastrowie jest bardzo urozmaicony, ponieważ został ukształtowany przez zlodowacenie bałtyckie. Najbardziej charakterystycznymi śladami działalności lodowca są jeziora rynnowe w Dolinie Rurzycy i wzniesienia morenowe na północ od Jastrowia w leśnictwach Wądołek i Brzeźnica. Najniżej położonym obszarem jest jezioro Trzebieszki (83,2 m n.p.m.), a najwyżej położone wzniesienie znajduje się na terenie leśnictwa Zacisze i ma wysokość 169,6 m n.p.m. Dominują gleby rdzawe, które stanowią około 89,9% wszystkich gleb.
Na terenie Nadleśnictwa wyznaczono dwa obszary Natury 2000 o łącznej powierzchni 13 077,35 ha. Są to Puszcza nad Gwdą jako obszar specjalnej ochrony ptaków oraz Dolina Rurzycy, która wyróżnia się kompleksem doskonale zachowanych źródlisk i torfowisk niskich.

## Zasoby leśne
Udział siedlisk leśnych
- 74% – borowe, czyli drzewostany z przewagą gatunków iglastych, najczęściej sosny i świerku
- 24% – lasowe, czyli drzewostany z przewagą gatunków liściastych
- 2% – olsy

Udział gatunków lasotwórczych
- 92% – sosna
- 2,4% – dąb
- 1,9% – olsza
- 1,7% – buk
- 1,4% – brzoza
- 0,8% – świerk
- 0,2% – pozostałe.

Średni wiek drzewostanów to 64 lat, przeciętna zasobność to 270 m³/ha.

## Fauna i flora
Zwierzyna łowna reprezentowana jest głównie przez jelenie, daniele, sarny i dziki. Spotkać można też lisy, borsuki, kuny, zające, norki amerykańskie. Z gatunków chronionych występują między innymi wilki, wydry i bobry.